# MHK Dubnica nad Váhom
HK Spartak Dubnica nad Váhom je hokejový klub z Dubnice nad Váhom. Byl založen roku 1942.

## Názvy klubu
- 1942 - ŠK Dubnica nad Váhom
- 1949 - Sokol Škoda Dubnica nad Váhom
- 1952 - DŠO Spartak Dubnica nad Váhom
- 1961 - Spartak SMZ Dubnica nad Váhom
- 1978 - Spartak ZŤS Dubnica nad Váhom
- 1992 - CAPEH Dubnica nad Váhom
- 1993 - Spartak Dubnica nad Váhom
- 2007 - MHK Dubnica nad Váhom

## Slavní hráči
- Pavol Demitra
- Tomáš Kopecký
- Peter Fabuš
- Roman Stantien
- Rastislav Pavlikovský
- Richard Pavlikovský
- Tomáš Tatar
- Ján Kobezda
- Róbert Tomík
- Marián Uharček
- Mário Bližňák
- Ivan Baranka
- Ján Homer
- Milan Kostolný
- Ivan Koložváry
- Marek Hovorka
- Martin Hlavačka
- Branislav Jánoš